# Steinbach am Wald Bahnhof
Steinbach am Wald Bahnhof ist ein ehemaliger Gemeindeteil der Gemeinde Steinbach am Wald im Landkreis Kronach (Oberfranken, Bayern).

## Geographie
Steinbach am Wald Bahnhof besteht im Wesentlichen aus Neubausiedlungen und dem Gewerbegebiet Wiegand-Glas und ist von allen Seiten außer dem Süden von Wald umgeben. Die Bundesstraße 85 führt nach Ludwigsstadt (5,2 km nördlich) bzw. nach Steinbach am Wald (1,3 km südwestlich). Die Staatsstraße 2209/L 1096 führt nach Kleintettau (7 km nordwestlich) bzw. nach Lehesten (6,7 km nordöstlich). Die Kreisstraße KC 8 führt nach Haßlach (1,9 km südöstlich).

## Geschichte
Die Bahnstation der Bahnstrecke Hochstadt-Marktzeuln–Probstzella wurde 1885 auf dem Gemeindegebiet Lauenhain errichtet. 1951 erfolgte die Umgemeindung nach Steinbach am Wald. Bis in die 1970er Jahre war Steinbach am Wald Bahnhof ein amtlich benannter Gemeindeteil.

### Baudenkmäler
- Ludwigsstädter Straße 29, 31: Fabrikanten-Villa Wiegand-Glas
- Otto-Wiegand-Straße 7: Bahnhof
- Rennsteigstraße 6/7: Villa Borowansky

### Einwohnerentwicklung
| Jahr      | 001885 | 001900 | 001925 | 001950 | 001961 | 001970 |
| Einwohner | 16     | 49     | 73     | 515    | 725    | 751    |
| Häuser    | 2      | 4      | 7      | 47     | 104    |        |
| Quelle    | [ 4 ]  | [ 5 ]  | [ 6 ]  | [ 7 ]  | [ 8 ]  | [ 9 ]  |

## Weblink
- Steinbach a. Wald in der Ortsdatenbank des bavarikon, abgerufen am 20. August 2021.